# مارگارت جی کیولسون
مارگارت گالاند کیولسون (انگلیسی: Margaret G. Kivelson؛ زادهٔ ۲۱ اکتبر ۱۹۲۸) فیزیکدان فضایی آمریکایی، دانشمند سیاره‌ای و استاد ممتاز بازنشسته فیزیک فضایی در دانشگاه کالیفرنیا، لس‌آنجلس است. از سال ۲۰۱۰ تاکنون، همزمان با انتصابش در دانشگاه کالیفرنیا، لس‌آنجلس، او به عنوان دانشمند پژوهشی و محقق در دانشگاه میشیگان فعالیت داشته است. حوزه‌های اصلی تحقیقاتی او شامل مگنتوسفرهای زمین، مشتری و زحل می‌شود.
وی همچنین برندهٔ جوایزی همچون مدال طلای انجمن سلطنتی اخترشناسان، کمک‌هزینه گوگنهایم، و عضو انجمن فیزیک آمریکا شده است.

## تحقیقات اخیر و مشارکت‌های علمی
تحقیقات اخیر او بر روی قمرهای گالیله‌ای مشتمر متمرکز شده است. او محقق اصلی مگنتومتر در مدارگرد گالیله بود که به مدت هشت سال داده‌هایی از مگنتوسفر مشتری جمع‌آوری کرد. همچنین به عنوان محقق همکار در مگنتومتر FGM مأموریت کلاستر ناسا-اسا که در مدار زمین قرار داشت، مشارکت داشت. او به‌طور فعال به عنوان محقق همکار در مأموریت تیمیس ناسا، رهبر تیم مگنتومتر مأموریت اروپا کلیپر ناسا، عضو تیم مگنتومتر کاسینی و مشارکت‌کننده در تیم مگنتومتر مأموریت اروپایی جیوس به مشتری فعالیت می‌کند. کیولسون بیش از ۳۵۰ مقاله پژوهشی منتشر کرده و ویراستار مشترک یک کتاب درسی پرکاربرد در زمینه فیزیک فضایی (مقدمه‌ای بر فیزیک فضایی) است.

## زندگی اولیه و تحصیلات
کیولسون در ۲۱ اکتبر ۱۹۲۸ در نیویورک سیتی متولد شد. پدرش پزشک و مادرش دارای مدرک کارشناسی فیزیک بود. او در دبیرستان می‌دانست که می‌خواهد حرفه‌ای در علم داشته باشد، اما مطمئن نبود که آیا می‌تواند در این مسیر موفق شود. عمویش به او توصیه کرد که متخصص تغذیه شود، زیرا دنبال کردن حرفه علوم فیزیکی برای یک زن دشوار بود، اما او این توصیه را نادیده گرفت و شروع به مطالعه فیزیک کرد. کیولسون در سال ۱۹۴۶ در کالج رادکلیف، کالج زنان هاروارد پذیرفته شد، مدرک A.B. خود را از رادکلیف در سال ۱۹۵۰ دریافت کرد، مدرک کارشناسی ارشد خود را در سال ۱۹۵۲ تکمیل کرد و در سال ۱۹۵۷ دکترای فیزیک خود را از هاروارد دریافت کرد.

## فعالیت‌های حرفه‌ای
کیولسون پایان‌نامه دکترای خود با عنوان «ترمزی تابشی الکترون‌های پرانرژی» را در سال ۱۹۵۷ تکمیل کرد. این پایان‌نامه بیانگر مقطعی برای پراکندگی رو به جلو در تمام سطوح برهمکنش کولنیقانون کولن بود.
از سال ۱۹۵۵ تا ۱۹۷۱، کیولسون به عنوان مشاور فیزیک در شرکت رند در سانتا مونیکا، کالیفرنیا کار کرد. در آنجا او به تحقیق در مورد برهمکنش‌های پلاسما و گازهای الکترونی با استفاده از تکنیک‌های ریاضی مشابه آنچه در الکترودینامیک کوانتومی استفاده می‌شود، پرداخت. در همکاری با دان دوبوا، آنها اصلاحی بر رابطه لاندائو برای میرایی برانگیختگی‌های پلاسمای بدون مغناطیس ارائه دادند.
در سال‌های ۱۹۶۵–۱۹۶۶، کیولسون از رند مرخصی گرفت تا به مرخصی مطالعاتی همسرش در بوستون بپیوندد. از طریق بورسیه مؤسسه مطالعات پیشرفته رادکلیف، کیولسون توانست تحقیقات علمی خود را در محیط دانشگاهی در هاروارد و MIT انجام دهد.
با انگیزه از تجربیاتش در محیط آکادمیک از طریق مؤسسه رادکلیف، کیولسون در سال ۱۹۶۷ به UCLA به عنوان دستیار پژوهشی ژئوفیزیک پیوست. او به سرعت در جامعه ژئوفیزیک و فیزیک فضایی پیشرفت کرد و در سال ۱۹۸۰ به عنوان استاد تمام در گروه علوم زمین و فضای UCLA منصوب شد. او از سال ۱۹۸۴ تا ۱۹۸۷ و از ۱۹۹۹ تا ۲۰۰۰ ریاست گروه علوم زمین و فضا را بر عهده داشت.